# Oudeuil
Oudeuil és un municipi francès, situat al departament de l'Oise i a la regió dels Alts de França. L'any 2007 tenia 239 habitants.

## Demografia

### Població
El 2007 la població de fet d'Oudeuil era de 239 persones. Hi havia 92 famílies de les quals 21 eren unipersonals (21 dones vivint soles i 21 dones vivint soles), 25 parelles sense fills, 42 parelles amb fills i 4 famílies monoparentals amb fills.
La població ha evolucionat segons el següent gràfic:
Habitants censats

### Habitatges
El 2007 hi havia 110 habitatges, 93 eren l'habitatge principal de la família, 6 eren segones residències i 11 estaven desocupats. 108 eren cases i 1 era un apartament. Dels 93 habitatges principals, 82 estaven ocupats pels seus propietaris, 9 estaven llogats i ocupats pels llogaters i 1 estava cedit a títol gratuït; 1 tenia dues cambres, 12 en tenien tres, 25 en tenien quatre i 55 en tenien cinc o més. 80 habitatges disposaven pel capbaix d'una plaça de pàrquing. A 35 habitatges hi havia un automòbil i a 55 n'hi havia dos o més.

### Piràmide de població
La piràmide de població per edats i sexe el 2009 era:
| Homes | Edats   | Dones |
| ----- | ------- | ----- |
| 0     | 95 o +  | 0     |
| 0     | 90 a 94 | 0     |
| 0     | 85 a 89 | 0     |
| 0     | 80 a 84 | 0     |
| 4     | 75 a 79 | 4     |
| 0     | 70 a 74 | 0     |
| 0     | 65 a 69 | 4     |
| 0     | 60 a 64 | 12    |
| 0     | 55 a 59 | 0     |
| 8     | 50 a 54 | 16    |
| 16    | 45 a 49 | 12    |
| 12    | 40 a 44 | 8     |
| 12    | 35 a 39 | 8     |
| 0     | 30 a 34 | 0     |
| 8     | 25 a 29 | 0     |
| 8     | 20 a 24 | 12    |
| 12    | 15 a 19 | 4     |
| 8     | 10 a 14 | 0     |
| 12    | 5 a 9   | 0     |
| 8     | 0 a 4   | 0     |

## Economia
El 2007 la població en edat de treballar era de 168 persones, 134 eren actives i 34 eren inactives. De les 134 persones actives 122 estaven ocupades (64 homes i 58 dones) i 11 estaven aturades (7 homes i 4 dones). De les 34 persones inactives 15 estaven jubilades, 13 estaven estudiant i 6 estaven classificades com a «altres inactius».

### Ingressos
El 2009 a Oudeuil hi havia 95 unitats fiscals que integraven 260 persones, la mediana anual d'ingressos fiscals per persona era de 20.481 €.

### Activitats econòmiques
Dels 6 establiments que hi havia el 2007, 2 eren d'empreses de construcció, 3 d'empreses de comerç i reparació d'automòbils i 1 d'una empresa de serveis.
Dels 3 establiments de servei als particulars que hi havia el 2009, 1 era un taller de reparació d'automòbils i de material agrícola, 1 guixaire pintor i 1 lampisteria.
L'any 2000 a Oudeuil hi havia 3 explotacions agrícoles que ocupaven un total de 390 hectàrees.

## Equipaments sanitaris i escolars
El 2009 hi havia una escola maternal integrada dins d'un grup escolar amb les comunes properes formant una escola dispersa.

## Poblacions més properes
El següent diagrama mostra les poblacions més properes.